# 施图拜谷地申贝格
施图拜谷地申贝格（發音：[ˈʃøːnˌbɛʁk ʔɪm ˈʃtuːbaɪˌtaːl]）是奥地利蒂罗尔州因斯布鲁克乡村县的一个市镇，总面积7.48平方千米，2020总人口为1,109人。